# كورتني هوكينز (لاعب كرة قاعدة)
كورتني هوكينز (بالإنجليزية: Courtney Hawkins)‏ هو لاعب كرة قاعدة أمريكي، ولد في 12 نوفمبر 1993 في كوربوس كريستي في الولايات المتحدة.

## وصلات خارجية
- كورتني هوكينز على موقع الدوري الياباني لكرة القاعدة (الإنجليزية)
- كورتني هوكينز على موقعبيزبول رفرنس.كوم (الدوري الثانوي) (الإنجليزية)
- كورتني هوكينز على موقع مشجعي الرسوم البيانية (الإنجليزية)